# Muslimanska zajednica Albanije
Muslimanska zajednica Albanije (alb.:  Komuniteti Mysliman i Shqipërisë) je vjerska organizacija muslimana u Albaniji. 
Poglavar Muslimanske zajednice Albanije je veliki muftija. Trenutni veliki muftija je Bujar Spahiu, koji je na toj dužnosti od 2019. godine. 
Sjedište Muslimanske zajednice Albanije je u Tirani. 

## Povijest
Organizovani islamski vjerski život u Albaniji postoji još od vremena kada je Osmansko Carstvo započelo s administracijom ovog regiona. Svi muslimani koji su živjeli u Osmanskom Carstvu bili su dio muslimanske zajednice na čelu sa sultanom, koji je vršio i ulogu kalife. Za vrijeme vladavine sultana Murat II., nadležnosti kalife prenesene su na velikog muftiju. Od tada, veliki muftija je nosio naziv šejh-ul-islam i smatran je najvišim vjerskim autoritetom unutar Osmanskog Carstva. Međutim, svaka regija u kojoj su muslimani živjeli imala je svoga muftiju, koji je bio u nižem položaju od šejh-ul-islama. Nakon neovisnosti Albanije 1912, Islamska zajednica Albanije nastavila je biti pod vlašću šejh-ul-islama u Istanbulu sve do 1923. Godine 1923. godine, nakon vladinog programa, albanski muslimanski kongres koji je sazvan u Tirani odlučio je raskinuti odnose s kalifom (šejh-ul-islam), te su tom prilikom stvorili Muslimansku zajednicu Albanije.
U periodu od 1941. do 1944. godine Islamska zajednica Kosova bila je organski dio Muslimanske zajednice Albanije. Muslimanska zajednica Albanije je bila aktivna do 1967. godine, kada je komunistički režim Envera Hoxhe proglasio Albaniju jedinom ateističkom zemljom na svijetu, zabranivši sve oblike vjerske prakse u javnosti. Nakon pada komunizma, 16. studenog 1990. godine, Muslimanska zajednica Albanije ponovo je uspostavljena pod velikim muftijom 
šejh hfz. Sabrijem Koçijem Sabrijem Koçijem.

## Velike muftije
| Velike muftije Albanije |                      |                |                |          |
| #                       | Ime i prezime        | Mandat započeo | Mandat završio | Napomena |
| 1.                      | Vehbi Dibra          | 1923.          | 1929.          |          |
| 2.                      | Behxhet Shapati      | 1929.          | 1942.          |          |
| 3                       | hfz. Sherif Langu    | 1942.          | 1945.          |          |
| 4.                      | Musa H. Aliu         | 1945.          | 1954.          |          |
| 5                       | Sulejman Myrtoj      | 1954.          | 1966.          |          |
| 6.                      | Esat Myftia          | 1966.          | 1967.          |          |
| 7.                      | šejh hfz. Sabri Koçi | 1991.          | 2003.          |          |
| 8                       | Selim Muça           | 2004.          | 2014.          |          |
| 9.                      | Skënder Bruçaj       | 2014.          | 2019.          |          |
| 10                      | Bujar Spahiu         | 2019.          | Trenutačno     |          |

## Vanjske poveznice
- Službena stranica